# Salomonøernes flag
Salomonøernes flag blev officielt taget i brug den 18. november 1977, otte måneder før landet fik selvstændighed. De fem vigtigste øgrupper er repræsenteret med fem hvide stjerner. Den blå farve skal symbolisere det omgivende hav, mens den grønne farve repræsenterer landområderne. Den gule diagonale stribe skal symbolisere sollys.